# Chuelles
Chuelles – miejscowość i gmina we Francji, w Regionie Centralnym, w departamencie Loiret.
Według danych na rok 1990 gminę zamieszkiwało 775 osób, a gęstość zaludnienia wynosiła 25 osób/km² (wśród 1842 gmin Regionu Centralnego Chuelles plasuje się na 502. miejscu pod względem liczby ludności, natomiast pod względem powierzchni na miejscu 328.).